# Bruno Ferrero (scrittore)
Bruno Ferrero (Villarbasse, 5 maggio 1946) è un presbitero e scrittore italiano, appartenente ai salesiani.
Esperto di catechetica con una licenza in teologia, è stato direttore editoriale della casa editrice salesiana Elledici fino al 2009.  Come scrittore tratta temi di natura etica e religiosa. È direttore de Il bollettino salesiano.

## Opere
- La misericordia raccontata ai bambini, Elledici, 2016
- Cena in paradiso, Elledici, 2016
- 365 piccole storie per l'anima, Elledici, 2016
- Le beatitudini (con Francesca Assirelli), Il Sicomoro, 2016
- La preghiera raccontata ai bambini (con Anna Peiretti), Elledici, 2016
- L'iceberg e la luna, Elledici, 2015
- I dieci comandamenti, Il Sicomoro, 2015
- La vita secondo l'aurora, Elledici, 2014
- Le cose di Don Bosco (con José J. Gómez Palacios), Effatà, 2014
- Ci sarà sempre un altro giorno, Elledici, 2013
- Il Credo (con Francesca Assirelli), Elledici, 2013
- È di notte che si vedono le stelle. Piccole storie per l'anima, Elledici, 2012
- San Domenico Savio, Il Pozzo di Giacobbe, 2012
- È Natale, raccontami una storia! (con Francesca Assirelli), Il Pozzo di Giacobbe, 2012
- L'allodola e le tartarughe, Elledici, 2011
- Nuove storie. Per la scuola e la catechesi, Torino, Elledici, 2011
- Storie bellebuone. Per la scuola e la catechesi, Torino, Elledici, 2011
- Tutte storie. Per la catechesi le omelie e la scuola di religione, Torino, Elledici, 2011
- Parabole e storie. Per la scuola e la catechesi, Torino, Elledici, 2010
- Scuola per catechisti. Schede per la formazione personale e di gruppo. Indicazioni per laboratori catechistici, Torino, Elledici, 2010
- Venticinque storie di Natale+una, Torino, Elledici, 2009
- Il Credo raccontato ai bambini, Torino, Elledici, 2009
- C'e ancora qualcuno che danza, Torino, Elledici, 2009
- Dieci buoni motivi per essere cristiani (e cattolici), Torino, Elledici, 2009
- La Sindone raccontata ai bambini, Torino, Elledici, 2009
- Dialogate con i vostri figli Oggi e più facile dialogare su Internet con uno sconosciuto che con i nostri figli, Torino, Elledici, 2008
- Per una gioia piena. Lettera ai Filippesi,	Ist. San Gaetano, 2008
- Il male e la sofferenza raccontati ai bambini. Perché?, Torino, Elledici, 2008
- Anche la Bibbia nel suo piccolo. Storie della Bibbia viste dal basso, Torino, Elledici, 2008
- Proteggi questa casa con le ali dei tuoi angeli, Torino, Elledici, 2007
- I fiori semplicemente fioriscono. Piccole storie per l'anima, Torino, Elledici, 2007
- I vostri figli hanno soltanto voi Solo l'educazione può cambiare il mondo, Torino, Elledici, 2007
- Trecentosessantacinque piccole storie per l'anima, Torino, Elledici, 2007
- Una casa piena di grazia. Nove decaloghi per una famiglia benedetta, Torino, Elledici, 2006
- Il conto. Ti regalo una storia per la festa della mamma, Torino, Elledici, 2006
- La messa si impara in famiglia. Appunti per genitori e catechisti, Torino, Elledici, 2006
- Ma noi abbiamo le ali, Torino, Elledici, 2005
- Il principe e la figlia del fornaio. Ti regalo una storia, Torino, Elledici, 2005
- Diciassette storie col nocciolo, Torino, Elledici, 2005
- Tante storie per parlare di Dio, Torino, Elledici, 2005
- La morte raccontata ai bambini, Torino, Elledici, 2005[1].
- Il segreto dei pesci rossi, Torino, Elledici, 2000
- Novena di Natale per bambini, Elledici, 1994.
- Nuove storie, Elledici, 1993.
- C'è qualcuno lassù , Elledici, 1993.
- Il canto del grillo, Elledici, 1992.
- Altre storie, Elledici, 1991.
- Quaranta storie nel deserto, Elledici 1992.

### Libri tradotti in lingua spagnola
- No Estamos Solos, Editorial CCS, 2010.
- Relatos y narraciones 2 para educar y evangelizzar, Editorial CCS, 2010.
- Historias de navidad. de adviento y de epifania, Editorial CCS, 2002.
- Silla vacia y otras historias, Editorial CCS, 1996.

### Libri tradotti in lingua tedesca
- Perlen der Weisheit, Sadifa Media, 1997.

### Libri tradotti in lingua polacca
Trenta libri sono stati tradotti in polacco.